# Kazimierz Moczarski
Kazimierz Dionizy Moczarski, né le 21 juillet 1907 à Varsovie où il est mort le 27 septembre 1975, est un journaliste et écrivain, résistant polonais durant la Seconde Guerre mondiale.
Il est l'auteur d'Entretiens avec le bourreau, un compte rendu de son emprisonnement dans la même cellule que Jürgen Stroop, l'officier SS qui dirigea l'écrasement de l'insurrection du ghetto de Varsovie en 1943.

## Biographie
Moczarski fait des études de droit à l'université de Varsovie et à l'École de journalisme. En 1931, il effectue un stage pratique au consulat de Pologne à Paris — où il poursuit ses études supérieures entre 1932 et 1934. De retour en Pologne, il commence une carrière de journaliste. Durant l'occupation allemande de Varsovie, il adhère à la résistance (Armia Krajowa, AK) à partir de janvier 1940. Il participe à plusieurs actions militaires, pendant l'insurrection de Varsovie en 1944 : il dirige notamment la station radio des insurgés. 
Après la guerre, le 11 août 1945 il est arrêté par les services de sécurité du régime communiste et condamné à dix ans d’emprisonnement pour son activité dans la résistance (AK). En 1948, son procès est rouvert et dure jusqu'en 1952, se concluant par une condamnation à mort. Entre le 2 mars et le 11 novembre 1949, il est détenu dans la même cellule que le général SS Jürgen Stroop, responsable de l'écrasement du soulèvement du ghetto de Varsovie au printemps 1943. Il décrit les confidences de Stroop dans un livre extraordinaire, Entretiens avec le bourreau, traduit dans de nombreuses langues européennes. En 1953, la Cour suprême transforme sa condamnation à mort en condamnation à perpétuité mais, pendant deux ans encore, Moczarski n'est pas informé de cette décision et séjourne dans la cellule des condamnés à mort.
Le 24 avril 1956, au cours de la « vague de dégel » consécutive à la mort de Staline, sa condamnation à perpétuité est annulée. Il est libéré et trouve un emploi dans la presse du Parti démocratique (SD). En 1975, malade, il prend sa retraite mais meurt le 27 septembre de la même année.

## Œuvre
- Kazimierz Moczarski (préf. de Andrzej Szczypiorski ; trad. du polonais par Jean-Yves Erhel), Entretiens avec le bourreau, Paris, Éditions Gallimard, coll. « Collection Témoins », 1977, 368 p.

rééd. en 2011 dans la coll. « Folio. Histoire », avec une postface d'Adam Michnik  (ISBN 978-2-07-044438-0)